# Hoofdkwartier van de Arabische Liga

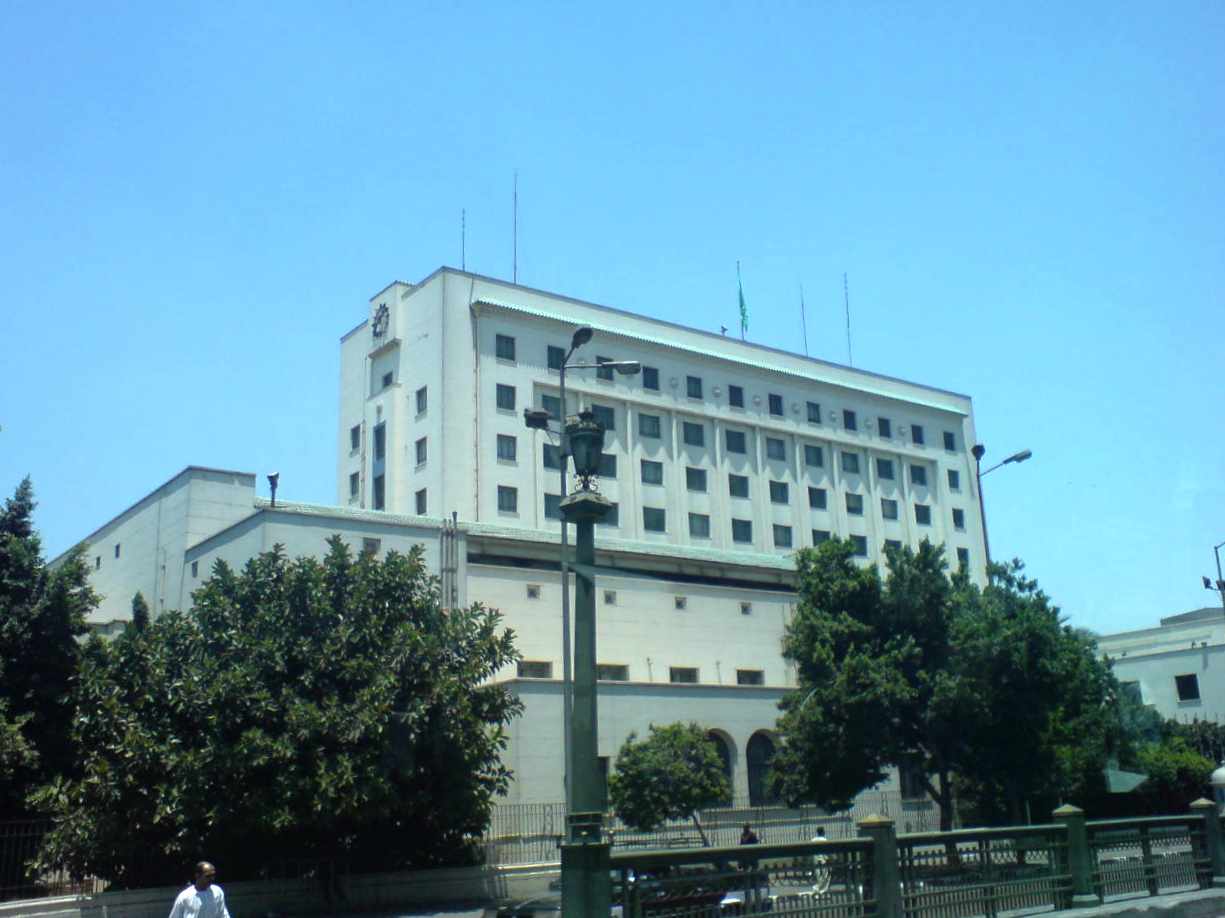
Het hoofdkwartier van de Arabische Liga

Het Hoofdkwartier van de Arabische Liga (Engels: Headquarters of the Arab League) is gevestigd in het centrum van de Egyptische hoofdstad Caïro. Het gebouw kijkt uit over de rivier de Nijl en de Qasr al-Nil-brug, aan de westkant van het gebouw. Naast het gebouw bevindt zich het Tahrirplein. Het hoofdkwartier verzorgt bijeenkomsten voor leden van de Arabische Liga.